# Sanfordsmaki
Sanfordsmaki (Eulemur sanfordi) är en primat i familjen lemurer som förekommer på norra Madagaskar.

## Utseende
Arten når en kroppslängd (huvud och bål) mellan 38 och 40 cm, en svanslängd av 50 till 55 cm och en vikt mellan 1,8 och 2,0 kg. Pälsfärgen är huvudsakligen mörkbrun. Den är något ljusare på buken och något mörkare vid svansspetsen. Hos honor är pälsen mera rödaktig medan den hos hannar är mera gråaktig. Honornas ansikte är grå och hannarnas svart. Påfallande är hannarnas ljusbruna skägg kring ansiktet.

## Utbredning och habitat
Sanfordsmaki lever i norra Madagaskar. Den vistas i olika slags skogar i låglandet och på upp till 1 400 meter höga bergstrakter. Den saknas i mycket torra skogar.

## Ekologi
Individerna kan vara aktiva på dagen och på natten. De äter främst frukter men har även andra växtdelar och småkryp som föda.
Denna lemur bilder flockar av 4 till omkring 15 individer som bildas av flera vuxna hannar och honor samt deras ungar. I torrare skogar är gruppen vanligen större än i fuktiga skogar. Efter dräktigheten som varar ungefär 120 dagar föder honan i september/oktober ett enda ungdjur (i undantagsfall tvillingar). Ungarna blir efter ett till tre år könsmogna. Uppskattningsvis lever de 20 till 25 år.

## Status
Arten hotas av habitatförstörelse genom svedjebruk. Den jagas även för köttets skull och fångas för att hålla den som sällskapsdjur. IUCN listar sanfordsmaki som starkt hotad (EN).